# Charisma Carpenter
Charisma Lee Carpenter (Las Vegas, Nevada; 23 de julio de 1970) es una actriz estadounidense. más conocida por interpretar a Cordelia Chase en Buffy the Vampire Slayer (1997–1999) y su spin-off Angel (1999–2004). Además interpretó a Kyra en Charmed (2004), a Kendall Casablancas en Veronica Mars (2005–2006), y a Rebecca Sewell en The Lying Game (2012–2013).

## Historia
Carpenter nació en Las Vegas, Nevada, hija de Christine, una trabajadora de un santuario de aves, y Don Carpenter, un vendedor. Es de ascendencia española (por su abuelo materno), francesa y alemana. A Charisma le encantaba vivir en Las Vegas, pero cuando tenía apenas 15 años, sus padres decidieron viajar a México y fue ahí donde comenzó a asistir a una Escuela de Arte Dramático, y a hacer el recorrido de una hora que separaba a México de San Diego. Este viaje le fue muy útil para aprender idiomas, ya que regresó a Estados Unidos hablando español fluido.
Después de graduarse en la preparatoria, Charisma realizó un viaje por toda Europa. Cuando regresó a San Diego, empezó trabajando en cualquier tipo de tarea para mantenerse por ella misma, por ejemplo, como dependienta de una tienda de videos, como instructora de aeróbic y, en 1991, como porrista (animadora). Ninguno de los anteriores trabajos le fueron útiles, así que decidió iniciar una carrera como actriz.
En 1991, mientras nadaba en San Diego junto a dos amigos, fueron atacados por Henry Hubbard, Jr., un antiguo agente de la policía de San Diego y violador en serie, quien trató de someter a sus dos amigos a punta de pistola. Durante el altercado, Hubbard y sus dos amigos resultaron heridos, lo que lo obligó a huir de la escena. Sus amigos sobrevivieron. Hubbard fue arrestado, condenado y sentenciado a 56 años de prisión por una serie de violaciones y robos. La linterna de Hubbard, que él había dejado en la playa y que Carpenter recogió, se convirtió en la pieza clave de evidencia en su contra.
Se casó el 5 de octubre de 2002 con Damian Hardy y tiene un hijo, Donovan Charles Hardy, nacido el 24 de marzo de 2003. La pareja se separó a finales de 2007 y finalmente se divorciaron en julio de 2008.

## Carrera

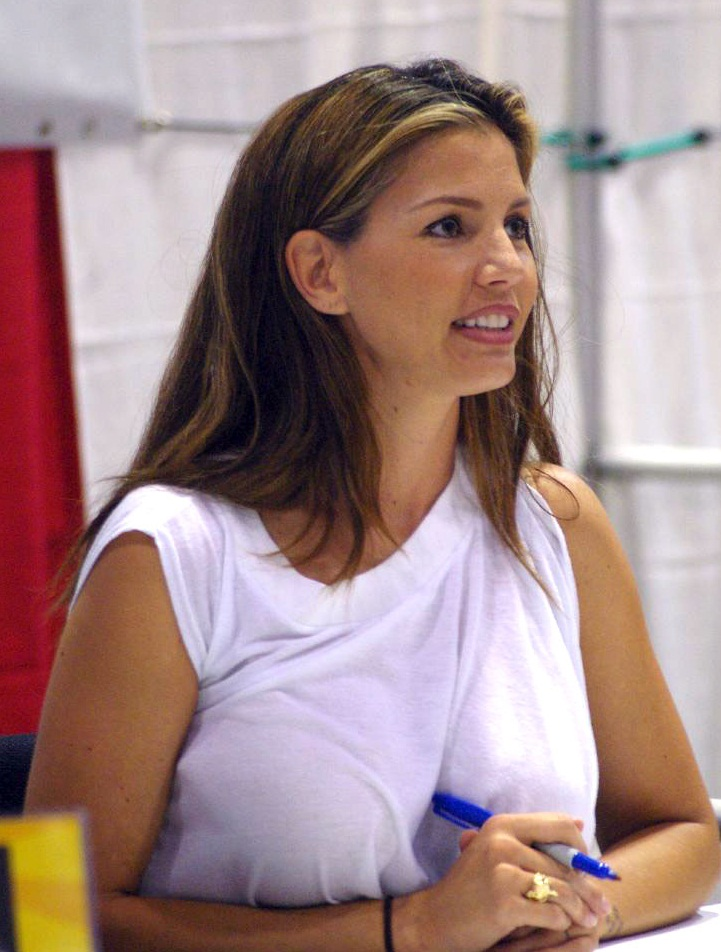
Carpenter en convención de admiradores de Toronto en 2007.

Su primer papel como actriz fue en 1994, interpretando a Wendie Sanders en Baywatch. En ese momento ella no tenía gran popularidad, ya que su papel no había resultado tan trascendental.
En 1996 participó en la serie Malibu Shores que tuvo la mayor audiencia mientras se emitió de marzo a junio para aproximadamente diez episodios por la NBC. Creado por Aaron Spelling, el papel de Charisma fue de Ashley Green, la chica más popular de instituto, capitana de las animadoras y la más simpática y frívola de todas. Otros de los protagonistas fueron Keri Russell como Chloe Walker, Greg Vaughan como Josh Walker, Tony Lucca como Zack Morrison, Katie Wright como Nina Gerard, Susan Ward como Bree, Christian Campbell como Teddy Delacourt, Ian Ogilvy como Marc Delacourt, Randy Spelling como Flipper Gage, Michelle Phillips como Suki Walker, Tia Texada como Kacey y Jacob Vargas como Benny. El programa siguió las proezas de adolescencia de California del Sur, pero solo tuvo una temporada.
Hacia 1997, comenzó actuando en la famosa serie de TV Buffy la cazavampiros, donde interpretó a "Cordelia Chase", una chica popular y presumida del instituto. En 1999 se fue de la serie luego de finalizar la tercera temporada para trabajar en el spin-off de la serie, Angel. También tuvo una participación especial en el melodrama de The WB Charmed, donde interpretó a "Kira" una demonio Oráculo mejor que quería ser humana.
En 2006 filmó Relative Chaos, película que es protagonizada por ella y por su compañero del elenco protagónico de Buffy, Nicholas Brendon, quien hacía de "Alexander Harris" en la serie. En ese mismo año interpretó a Kendall Casablancas en Veronica Mars.
En 2009 también trabajó en Legend of the Seeker, en la segunda temporada como Triana.
En 2010 actuó en la cinta de acción The Expendables, que fue dirigida y protagonizada por Sylvester Stallone, y que incluye a otras estrellas del cine de acción como Jason Statham, Jet Li, Mickey Rourke y Dolph Lundgren. Charisma Carpenter era la contraparte femenina junto a Giselle Itié.
En 2011 participó junto a su compañero en Buffy la cazavampiros y Angel, James Marsters, en un episodio de la serie de televisión Supernatural.
En 2015 participó en la serie de televisión Scream Queens, donde dio vida a la madre del personaje interpretado por Ariana Grande.
En agosto de 2016, a través de unas fotos en su cuenta de Instagram se descubrió su participación en la segunda temporada de Lucifer.

## Filmografía

### Cine
| Año  | Título                                                              | Papel           | Notas |
| ---- | ------------------------------------------------------------------- | --------------- | ----- |
| 1995 | Josh Kirby... Time Warrior: Chapter 1, Planet of the Dino-Knights   | Beth Sullivan   | Vídeo |
| 1995 | Josh Kirby... Time Warrior: Chapter 2, the Human Pets               | Beth Sullivan   | Vídeo |
| 1996 | Josh Kirby... Time Warrior: Chapter 6, Last Battle for the Universe | Beth Sullivan   | Vídeo |
| 2003 | What Boys Like                                                      | Kim             |       |
| 2010 | Psychosis                                                           | Susan Golden    |       |
| 2010 | The Expendables                                                     | Lacy            |       |
| 2012 | The Expendables 2                                                   | Lacy            |       |
| 2013 | Heaven's Door                                                       | Julie           |       |
| 2015 | Bound                                                               | Michelle Mulan  |       |
| 2015 | Street Level                                                        | Sydney          |       |
| 2016 | Girl in Woods                                                       | Momma           |       |
| 2018 | Mail Order Monster                                                  | Sydney Hart     |       |
| 2018 | The Griddle House                                                   | Mae-Bee         |       |
| 2019 | Pegasus: Pony with a Broken Wing                                    | Melanie Killian |       |

### Televisión
| Año           | Título                                                                              | Papel                    | Notas                                                                                     |
| ------------- | ----------------------------------------------------------------------------------- | ------------------------ | ----------------------------------------------------------------------------------------- |
| 1994          | Baywatch                                                                            | Wendie Sanders           | Episodio: "Air Buchannon"                                                                 |
| 1995          | Boy Meets World                                                                     | Caterer                  | Episodio: "Train of Fools"                                                                |
| 1996          | Malibu Shores                                                                       | Ashley Green             | Papel principal. 10 Episodios                                                             |
| 1997–1999     | Buffy the Vampire Slayer                                                            | Cordelia Chase           | Papel principal. (T 1–3) 54 Episodios                                                     |
| 1999–2004     | Angel                                                                               | Cordelia Chase           | Papel principal (temporadas 1–5; 86 episodios)                                            |
| 1999          | Hey Arnold!                                                                         | Simone                   | Voz. Episodio: "Dinner for Four/Phoebe Skips"                                             |
| 2001          | Strange Frequency                                                                   | Jules                    | Episodio: "Don't Fear the Reaper"                                                         |
| 2002          | Buffy the Vampire Slayer (videojuego)                                               | Cordelia Chase           | Videojuego                                                                                |
| 2003          | See Jane Date                                                                       | Jane Grant               | Película de televisión                                                                    |
| 2003          | Miss Match                                                                          | Serena Lockner           | Episodios: "Most Hopeless Romantics", "Divorce Happens", "Something Nervy", "Santa, Baby" |
| 2004          | The Division                                                                        | Emma Campbell            | Episodio: "Now I Lay Me Down to Sleep"                                                    |
| 2004          | Like Cats and Dogs                                                                  | Sarah Hayes              | Película de televisión                                                                    |
| 2004          | LAX                                                                                 | Julie Random             | Episodio: "Thanksgiving"                                                                  |
| 2004          | Charmed                                                                             | Kyra, la vidente         | Episodios: "Cheaper by the Coven", "Styx Feet Under", "Witchness Protection"              |
| 2005–2006     | Veronica Mars                                                                       | Kendall Casablancas      | Recurrente. (T 2-3) 11 Episodios                                                          |
| 2006          | Flirting with Danger                                                                | Laura Clifford           | Película de televisión                                                                    |
| 2006          | Voodoo Moon                                                                         | Heather                  | Película de televisión                                                                    |
| 2006          | Cheaters' Club                                                                      | Linda Stern              | Película de televisión                                                                    |
| 2006          | Relative Chaos                                                                      | Katherine                | Película de televisión                                                                    |
| 2007          | Back to You                                                                         | Brooke Schimmel          | Episodio: "Gracie's Bully"                                                                |
| 2007          | Greek                                                                               | Tegan Walker             | Episodio: "Black & White and Read All Over"                                               |
| 2008          | Greek                                                                               | Tegan Walker             | Episodio: "Brothers & Sisters"                                                            |
| 2008          | Big Shots                                                                           | Janelle Johns            | Episodios: "The Better Man", "Who's the Boss?"                                            |
| 2009          | CSI: Crime Scene Investigation                                                      | Mink                     | Episodio: "The Descent of Man"                                                            |
| 2009          | Legend of the Seeker                                                                | Triana                   | Episodio: "Marked"                                                                        |
| 2009          | Greek                                                                               | Tegan Walker             | Episodio: "See You Next Time, Sisters!"                                                   |
| 2009          | House of Bones                                                                      | Heather Burton           | Película de televisión                                                                    |
| 2011          | Crash Site: A Family in Danger                                                      | Rita Saunders            | Película de televisión                                                                    |
| 2011          | Greek                                                                               | Tegan Walker             | Episodio: "Fools Rush In"                                                                 |
| 2011          | Deadly Sibling Rivalry                                                              | Janna / Callie           | Película de televisión                                                                    |
| 2011          | Burn Notice                                                                         | Nicki Skyler             | Episodio: "Better Halves"                                                                 |
| 2011          | A Trusted Man                                                                       | Sonia Paston             | Película de televisión                                                                    |
| 2011          | Supernatural                                                                        | Maggie Stark             | Episodio: "Shut Up, Dr. Phil"                                                             |
| 2012          | Haunted High También llamada Ghostquake Gosthquake y en español "Escuela embrujada" | Persia la bibliotecaria  | Película de televisión                                                                    |
| 2012–2013     | The Lying Game                                                                      | Ann Rebecca Sewell       | Personaje principal. 20 Episodios                                                         |
| 2013–presente | Surviving Evil                                                                      | Ella misma- presentadora | Invitada. Episodio: "Terror Beach"                                                        |
| 2013          | Blue Bloods                                                                         | Maryanne                 | Episodio: "Growing Boys"                                                                  |
| 2014          | Sons of Anarchy                                                                     | Carol                    | Episodio: "Red Rose"                                                                      |
| 2015          | A Horse Tale                                                                        | Samantha Harrison        | Película para TV                                                                          |
| 2015          | Scream Queens                                                                       | Señora Herfmann          | Episodio: "Chainsaw"                                                                      |
| 2016          | Chicago P.D.                                                                        | Brianna Logan            | Episodio: "A Night Owl"                                                                   |
| 2016          | Lucifer                                                                             | Jamie Lee Adrienne       | Episodio: "Weaponizer"                                                                    |
| 2016          | Mommy's Secret                                                                      | Anne Harding             | Película de televisión                                                                    |
| 2017          | Criminal Minds: Beyond Borders (Mentes Criminales: Sin Fronteras [Esp])             | Miss Gates               | Episodio: "Abominable"                                                                    |
| 2019          | 9-1-1                                                                               | Maude                    | Episodio: "This Life We Choose"                                                           |
| 2019          | No Good Nick                                                                        | Jacqueline               |                                                                                           |
| 2019          | Pandora                                                                             | Eve                      | Episodio: "Simple Twist of Fate"                                                          |
| 2021          | The Good Father: The Martin Martin MacNeill Story                                   | Michele MacNeill         | Película de Televisión.                                                                   |
| 2022          | Dynasty                                                                             | Heather                  | Episodio: "There's No One Around To Watch You Drown"                                      |
| 2022          | Going Home                                                                          | Katherine Summer         | Recurrente: (T 1) 4 Episodios                                                             |

## Premios y Nominaciones
| Año  | Proyecto | Institución    | Categoría                                                                                     | Resultado |
| ---- | -------- | -------------- | --------------------------------------------------------------------------------------------- | --------- |
| 2000 | Angel    | Eyegore Awards | Mejor Elenco. Compartido con: David Boreanaz, Alexis Denisof, Glenn Quinn, J. August Richards | Ganadora. |
| 2000 | Angel    | Saturn Awards  | Mejor Actriz de Reparto en una Serie de Televisión                                            | Nominada  |
| 2001 | Angel    | Saturn Awards  | Mejor Actriz en Televisión.                                                                   | Nominada  |
| 2003 | Angel    | Saturn Awards  | Mejor Actriz en una Serie de Televisión.                                                      | Nominada  |
| 2004 | Angel    | Saturn Awards  | Mejor Actriz de Reparto en una Serie de Televisión                                            | Nominada  |